# ادمونتوساروس آنکتنس
ادمونتوساروس آنکتنس (به انگلیسی: Edmontosaurus annectens) گونهٔ منقرض‌شده‌ای از دایناسورها است که در دوران کرتاسه در آمریکای شمالی می‌زیسته‌است.